# Aziz kán
Aziz vagy Aziz Sejk, az Arany Horda kánja 1365 és 1367 között.
Aziz egyike volt azon Dzsingisz-utód haduraknak, akik az Arany Horda 14. század-végi zűrzavaros időszakában egy rövid időre elfoglalták a fővárost és kánnak kiáltották ki magukat, csak hogy néhány hónap múlva elkergesse vagy meggyilkolja valamelyik vetélytársa. Ebben az időszakban a biztos pont Mamaj volt, aki hosszú időn át biztosan uralta a kánság nyugati, délnyugati részeit.
Származása bizonytalan, az Anonim Iszkander szerint Temür Khavja (Timur Hodzsa) fia volt. 1365 szeptemberében az éppen uralkodó Amir Pulad távollétében elfoglalta a kánság fővárosát, Új-Szarajt és a vesztes csatából visszatérő Puladot elfogta és kivégeztette.
Aziz, elődjéhez, Murád kánhoz hasonlóan a szuzdali Dmitrij Konsztantyinovicsot nevezte ki vlagyimiri nagyfejedelemnek, ám a cím tényleges viselője a Mamaj által támogatott Dmitrij Ivanovics moszkvai herceg volt. A szuzdali fejedelem nem akart ujjat húzni az erős moszkvai fejedelemséggel, és a kinevezést rokonának, a nyizsnyij novgorodi Borisznak adta tovább. Dmitrij Ivanovics hamar visszavonulásra kényszerítette vetélytársát, elvette tőle Nyizsnyij Novgorodot (amit az öccse kapott meg), de meghagyta neki Gorogyec városát. Ekkoriban újabb pestisjárvány söpört végig Oroszországon, nagy pusztítást okozva. A pestis után tűzvész rombolta le Moszkva nagy részét, ezután döntötték el a kőből készült új kreml építését.
1367-ben nagy-novgorodi kalandorok kihasználva a kaotikus helyzetet, százötven kisebb-nagyobb hajóval leereszkedtek a Volgán, kirabolták Nyizsnyij Novgorodot, és a Káma mentén végigfosztogatták a volgai Bolgáriát, majd zsákmánnyal megrakodva hazatértek.
1367 után már nincsenek újabb fémpénzek Aziz nevével, de további sorsa ismeretlen. Utóda a Mamaj által támogatott Abdullah kán lett.